# Holaluz
Holaluz, denominació Holaluz Clidom SA, és una empresa tecnològica de transició energètica dedicada a la comercialització d'energia elèctrica d'origen 100% renovable. També actua en la representació de productors d'energia renovable al mercat elèctric i presta serveis en relació amb l'autoconsum fotovoltaic i la mobilitat elèctrica.
En realitat Holaluz és el nom comercial, i la denominació oficial de la companyia és Holaluz Clidom SA. Amb seu a Barcelona, al desembre de 2023 l'empresa dona servei de llum a més de 325.000 clients (llars i empreses) i gestiona més de 12.500 instal·lacions fotovoltaiques.
Holaluz ha tret el nou projecte de Holaluz Cloud.

## Història
Holaluz va ser fundada a Barcelona l'any 2010, i es va convertir en la primera comercialitzadora elèctrica en línia d'Espanya. Els fundadors van ser l'Oriol Vila, la Carlota Pi i el Ferran Nogué, tres joves enginyers que es van conèixer cursant els seus estudis de postgrau.
L'octubre del 2013 Holaluz va guanyar la primera compra col·lectiva d'electricitat que va organitzar l'Organització de Consumidors i Usuaris (OCU). Aquesta fita va permetre que l'empresa passés de 2.500 a 25.000 clients en cinc setmanes.
Al març del 2016 la companyia va tancar la seva primera ampliació de capital per valor de 4 milions d'euros, subscrita íntegrament pel Fons de capital de risc Axon Partners Group. Holaluz va tancar l'exercici d'aquell mateix any amb una facturació de gairebé 100.000 milions 
 d'euros i uns beneficis de 500.000 euros.

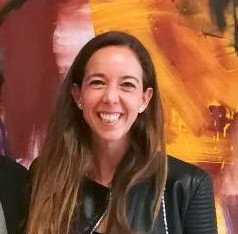
Carlota Pi, presidenta d'Holaluz.

L'agost del 2017 Holaluz va muntar la primera instal·lació d'autoconsum compartit d'Espanya, a la ciutat de Rubí.
Al maig de 2018, Holaluz es va adjudicar en concurs públic tres dels quatre lots del contracte de subministrament elèctric, per als dos anys següents, de l'Ajuntament de Madrid. Tal com va exigir el govern municipal, el contracte total, d'uns 82 milions d'euros, havia de preveure el subministrament elèctric de fonts exclusivament renovables.
L'estiu de 2020, la companyia va llançar la Revolució de les Teulades, un moviment amb el qual pretenen transformar tots els metres quadrats de teulada possibles en fonts inesgotables d’energia 100% renovable a través de la instal·lació de plaques solars.

## Reconeixements i premis
- Projecte guanyador al Womenalia StartUp Day 2012.[5]
- Companyia inclosa al rànquing de 2016 de les 100 Europe’s hottest startups per la revista estatunidenca Wired.[6]
- Empresa seleccionada per la Borsa de Londres com una de les mil pimes més inspiradores d'Europa el 2016 (l'objectiu d'aquesta iniciativa del London Stock Exchange era presentar a l'Eurocambra les companyies seleccionades per donar-les visibilitat davant els inversors).[7]

## Història
- Holaluz - Lloc web oficial